# إيفلين ماي كيتاغاوا
إيفلين ماي كيتاغاوا (1920 – 5 سبتمبر 2007) كانت عالمة اجتماع وديمغرافيا أمريكية، عملت أستاذة في جامعة شيكاغو، وكانت رئيس الجمعية السكانية الأمريكية ورئيس اللجنة الاستشارية حول الإحصاءات السكانية التابعة لمكتب الإحصاء الأمريكي.

## كتبها
اشتهرت بكتابها بالاشتراك مع فيليب هوزر «الوفيات التفاضلية في الولايات المتحدة: دراسة في علم الأوبئة الاجتماعية والاقتصادية» والتي اكتشفت وجود ارتباطات منهجية بين معدلات الوفيات بين الأمريكيين ودخلهم ومستوى التعليم. 

## حياتها
ولدت باسم إيفلين ماي روز في عام 1920 في هانفورد في كاليفورنيا لعائلة من أصل كاثوليكي برتغالي. بعد حصولها على درجة البكالوريوس في الرياضيات من جامعة كاليفورنيا في بيركلي عام 1941، وبدأت العمل في هيئة النقل الحربي، التي كانت تدير معسكرات الاعتقال لليابانيين الأمريكيين خلال الحرب العالمية الثانية، كرئيس وحدة الإحصاء التابعة لها.

## زواجها
في أحدالمعسكرات التقت بزوجها المستقبلي جوزيف ميتسو كيتاغاوا، الذي جاء إلى الولايات المتحدة في عام 1941 كطالب لاهوتي وانتمى إلى الكنيسة الأسقفية الأمريكية خلال اعتقاله. وبعد الزواج به قطعت عائلتها الاتصال بها. 

## درجاتها العلمية
حصلت على الدكتوراه من جامعة شيكاغو في عام 1951. عملت في مركز أبحاث حضري محلي، ثم أصبحت أستاذاً مساعداً في شيكاغو في عام 1954. وبقيت هناك لبقية حياتها المهنية، مع الترقية إلى أستاذة كاملة عام 1970 حتى عام 1989 حين تقاعدت. عمل زوجها في شيكاغو كأستاذ تاريخ الأديان وعميد مدرسة اللاهوت.

## تكريمات
حصلت على التكريم حيث انتخب زميلة للجمعية الأمريكية لعلم الاجتماع عام 1959 والجمعية الإحصائية الأمريكية 1968.
ابنتها آن روز كيتاغاوا مشهور كأمينة للفن الآسيوي.